# Catherine Destivelle
Catherine Destivelle (Orano, 24 luglio 1960) è un'arrampicatrice e alpinista francese.
È stata una delle migliori arrampicatrici francesi degli anni ottanta e una delle più forti alpiniste francesi degli anni novanta.

## Biografia
Nata in Algeria da genitori francesi quando la sua città era ancora sotto il protettorato della nazione europea, la sua famiglia si trasferisce in Francia a Savigny-sur-Orge, vicino a Parigi, quando Catherine è adolescente. A dodici anni i genitori la iscrivono al Club Alpino Francese e inizia anche ad arrampicare a Fontainebleau e nel sud della Francia. A soli sedici anni sale la Via Couzy-Desmaison sul Pic d'Olan e la Via Devies-Gervasutti sull'Ailefroide Occidentale. A vent'anni nel 1980 decide di studiare fisioterapia a Parigi e tra il 1981 e il 1985 lavora come fisioterapista.

### Gli anni dell'arrampicata sportiva
Nel 1985 in Valle Stretta si disputa Sportroccia, la prima competizione internazionale d'arrampicata. Catherine Destivelle, allora venticinquenne, vi prende parte e ne vince le prime tre edizioni: nel 1985, 1986 e 1988. Tra il 1985 e il 1989 partecipa e vince anche a altre gare d'arrampicata in Francia e Stati Uniti (Snowbird), gare singole, non facenti allora ancora parte della Coppa del mondo lead di arrampicata inaugurata solo nel 1989.
Frequenta le più famose falesie di quel tempo della Francia come il Verdon, Buoux e Cimaï e si sposta anche all'estero in Australia, Stati Uniti e Mali (1987). Nel 1988 realizza la prima salita femminile al mondo di una via d'arrampicata di difficoltà 8a+, con Chouca a Buoux, via di Marc Le Menestrel del 1984.

### Ritorno all'alpinismo
Nel 1990 lascia l'arrampicata sportiva per ritornare alla sua iniziale passione per l'alpinismo. Realizza delle prime solitarie femminili storiche come la salita in sole quattro ore della via Bonatti al Petit Dru nel 1990, la parete nord dell'Eiger nel 1991, la parete nord delle Grandes Jorasses nel 1993 e la via Bonatti al Cervino nel 1994. Nel giugno 1991 in undici giorni di scalata apre anche una via nuova in solitaria sul Petit Dru di grado di difficoltà artificiale fino all'A5. Parallelamente alle salite sulle Alpi compie anche spedizioni extra-europee come la salita della Via Slovena sulla Nameless Tower, Torri di Trango nel 1990 o la salita dello Shishapangma nel 1994, suo unico ottomila.
La sua ultima grande impresa è stata la salita in solitaria in due giorni della Via Hasse-Brandler sulla parete nord della Cima Grande di Lavaredo nel 1999.
Nel 1996 si è sposata con Érik Decamp, alpinista e suo compagno in molte salite. Nel 1997 hanno avuto un figlio, Victor, evento che ha portato la Destivelle a diminuire le sue avventure in montagna. Oltre all'alpinismo si dedica alle conferenze sulle sue salite e spedizioni, a corsi motivazionali per le aziende, a scrivere libri autobiografici e alla realizzazione di film di montagna. Durante il Trento Filmfestival 2008 il film Au delà des cimes di Rémy Tezier che racconta le imprese in montagna delle Destivelle si è aggiudicato la Genziana d'oro del Club Alpino Italiano per il miglior film di montagna e alpinismo.

## Salite sulle Alpi
Nel seguente elenco sono riportate alcune delle salite più significative di Catherine Destivelle sulle Alpi, molte di esse sono solitarie.
- Via Couzy-Desmaison - Pic d'Olan - 1976 – 800 m/ED parete nord, Catherine Destivelle aveva sedici anni
- Via Devies-Gervasutti - Ailefroide Occidentale - 1976 – 1050 m/TD+ parete nord-ovest[4]
- Diretta Americana - Petit Dru - 1977 – 600 m/ED[5]
- Via Bonatti - Petit Dru - 11 ottobre 1990 - Prima solitaria femminile in quattro ore, 600 m/TD+, A1[6]
- Via Destivelle - Petit Dru - giugno 1991 - Apertura in solitaria di una nuova via in undici giorni, 800 m/VI, A5
- Via Heckmair - Eiger - 10 marzo 1992 - Prima solitaria femminile in 17 ore
- Via Cassin - Grandes Jorasses/Punta Walker - gennaio 1993 - Prima solitaria invernale femminile
- Via Bonatti - Cervino - febbraio 1994 - Prima solitaria femminile in quattro giorni (e probabile seconda solitaria assoluta)
- Via Hasse-Brandler - Cima Grande di Lavaredo - 25-26 giugno 1999 - Prima solitaria femminile in due giorni[7]

## Spedizioni extra-europee
- Via Slovena - Torri di Trango/Nameless Tower - 1990 - Seconda salita in libera con Jeff Lowe
- Cresta Nord - Latok I - 1992 - Tentativo con Jeff Lowe fino ai 5800 m
- Pilastro Ovest - Makalu - 1993 - Tentativo con Érik Decamp fino ai 7800 m
- Parete Sud-Ovest - Shishapangma - 1994 - Salita con Érik Decamp come acclimatamento per un tentativo sulla parete sud dell'Annapurna
- Parete Sud - Annapurna - 1994 - Tentativo con Érik Decamp
- Parete Sud - Antartide/Peak 4111 - 1996 - Prima salita con Érik Decamp, spedizione interrotta per la caduta della Destivelle durante la discesa, con frattura della gamba.[8]